# Sopó (kommun)
Sopó är en kommun i Colombia.   Den ligger i departementet Cundinamarca, i den centrala delen av landet, 30 km norr om huvudstaden Bogotá. Antalet invånare är 21 223.